# William Henry Fitzhugh Lee
William Henry Fitzhugh Lee, bekend als Rooney Lee (Arlington House, The Robert E. Lee Memorial, 31 mei 1837 – Alexandria (Virginia), 18 oktober 1891) was de tweede zoon van opperbevelhebber van het Zuidelijke leger generaal Robert E. Lee en diens vrouw Mary Anna Custis Lee. Hij vocht zelf ook als generaal in de Amerikaanse Burgeroorlog. Hij was daarnaast een plantage-eigenaar en politicus. Hij is niet te verwarren met zijn neef Fitzhugh Lee.

## Vroege jaren
William Lee werd geboren op 31 mei 1837 in het Arlington House in Arlington, Virginia. Hij werd vernoemd naar William Henry Fitzhugh, de oom van zijn moeder. Na zijn lagere en middelbare school volgde hij les aan de Harvard-universiteit. Hij werd goed bevriend met Henry B. Adams. Hij was geliefd, lid van de roeiclub van de universiteit en was atletisch onderlegd. Hij rondde zijn studies echter niet af.

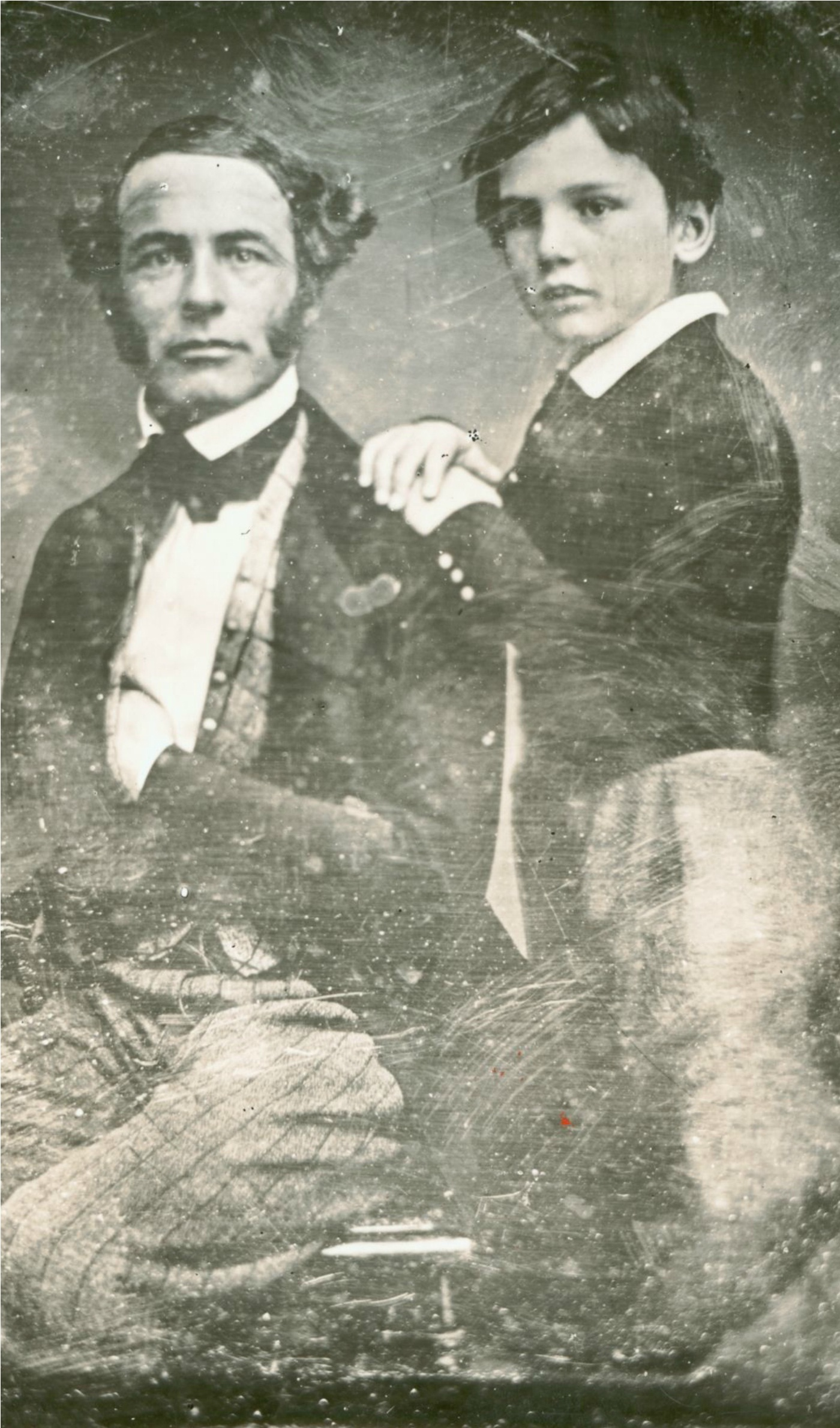
Rooney Lee, ongeveer 8 jaar oud, naast zijn vader Robert E. Lee

Met de hulp van generaal Winfield Scott kreeg Rooney Lee een commissie als tweede luitenant in het United States Army in 1857. Hij diende in de 6th U.S. Infantry onder leiding van Albert Sidney Johnston. Hij zag actie in de Utah Oorlog tegen de Mormonen. Na dit conflict was Rooney Lee het militaire leven beu. Hij nam ontslag uit het leger en trad in 1859 in het huwelijk met Charlotte Georgiana Wickham. Ze kregen samen twee kinderen, namelijk Robert Edward Lee (11 maart 1860 –  30 juni 1862) en Charlotte Carter Lee (19 oktober 1862 – 6 december 1862). Charlotte zou overlijden op 26 december 1863. In hetzelfde jaar van hun huwelijk werd hij plantage-eigenaar van de White House Plantation in New Kent County , Virginia die ten zuiden van de Pamunkey lag.

## De Amerikaanse Burgeroorlog
Bij het uitbreken van de Amerikaanse Burgeroorlog nam Rooney Lee dienst in het Confederate States Army. Hij werd benoemd tot kapitein in de cavalerie. Hij werd al snel bevorderd tot majoor. Hij diende in de cavalerie onder leiding van brigadegeneraal William Loring. Eind 1861 werden de eenheden van Loring naar de Shenandoahvallei gestuurd en onder het bevel van Stonewall Jackson geplaatst. Begin 1862 namen ze Romney in. Toen de Noordelijken een offensief starten om de Zuidelijke hoofdstad Richmond in te nemen tijdens de Schiereilandveldtocht werd  Rooney Lees regiment overgeplaatst naar generaal-majoor J.E.B. Stuarts cavalerie. Stuart was de bevelhebber van de cavalerie in het Army of Northern Virginia onder leiding van Joseph E. Johnston. Hij nam deel aan de eerste grote rit van Stuart rond het Noordelijke leger en de daaropvolgende Zevendagenslag. Tijdens deze veldtocht werd zijn plantage geplunderd en in brand gestoken en zou zijn zoon Robert overlijden aan de gevolgen van buiktyfus.
Tijdens de Veldtocht in noordelijk Virginia speelde Rooney een belangrijke rol in de aanval op Catlett's Station op 22 augustus 1862. Dit was een belangrijk bevoorradingsdepot voor het Noordelijke leger van John Pope. Er werd onder andere een kluis buitgemaakt vol met geld die voor de lonen van de Noordelijke soldaten bestemd was. Voor de Zuidelijke invasie van Maryland werd Rooney Lees regiment toegevoegd aan de brigade van zijn neef, brigadegeneraal Fitzhugh Lee. Kort na de Slag bij South Mountain raakte hij gewond toen zijn paard viel. Hij kon niet deel nemen aan de Slag bij Antietam. Na zijn herstel nam hij tijdelijke het bevel op zich van de brigade van zijn neef. Dankzij de succesvolle Raid op Chamberburg werd hij bevorderd tot brigadegeneraal. Tijdens de Slag bij Fredericksburg voerde hij het bevel over de 3de brigade van Stuarts cavaleriedivisie. Enkele weken daarvoor was zijn dochtertje overleden. In 1863 werd Lees brigade tijdens de Slag bij Chancellorsville gedetacheerd om de bevoorradingslijnen tegen de raid van Stoneman te beschermen.
Bij het begin van de Gettysburgveldtocht raakte Lee gewond. Hij werd door een kogel in zijn dij geraakt bij Brandy Station. Hij werd naar Hickory Hill gebracht. In dit herenhuis werd hij twee weken lang verzorgd voor hij gevangen werd genomen door Noordelijke soldaten. Lee verbleef verschillende maanden in  Fort Monroe voor hij naar New York werd doorgestuurd. Pas op 25 februari 1864 kwam hij opnieuw vrij toen hij werd uitgewisseld met de Noordelijke brigadegeneraal Neal S. Dow.
In april 1864 werd Lee bevorderd tot generaal-majoor en kreeg hij de leiding over een cavaleriedivisie die hij met succes aanvoerde tijdens de slagen bij de Wildernis, Todd's Tavern, Spotsylvania Court House, en North Anna in de Overlandveldtocht. Na de dood van J.E.B. Stuart nam zijn rol nog toe. Zijn cavaleriedivisie beschermde de rechterflank van het Zuidelijke leger tijdens de Richmond-Petersburgveldtocht, de Raid van Wilson en Kautz en de veldslagen van Sappony Church en Ream's Station. Zijn divisie werd daarna in noordelijke richting gestuurd om de hoofdstad te beschermen in de Tweede Slag bij Deep Bottom. Waarna ze generaal Wade Hampton III bijstonden tijdens de Beefsteak Raid om daarna terug te keren naar Petersburg om mee te vechten in de Slag bij Boydton Plank Road.
In het laatste jaar van de oorlog was Rooney Lee de op één na hoogste bevelhebber van de Zuidelijke cavalerie in het Army of Northern Virginia. Generaal Hampton III was vertrokken naar South Carolina om nieuwe soldaten te rekruteren en zijn neef Fitzhugh Lee had zijn plaats als aanvoerder ingenomen. Tijdens de laatste veldtocht beschermde zijn cavaleriedivisie het Zuidelijke leger terwijl het zich terugtrok uit Petersburg zoals bij Slag bij Namozine Church. Hij gaf zich samen met zijn vader over bij Appomattox Court House. Van zijn divisie bleven er maar 300 offcieren en cavaleristen over.

## Latere jaren
Na de oorlog keerde Rooney Lee terug naar zijn plantage die hij volledig heropbouwde. Op 28 november 1867 huwde hij met Mary Tabb Bolling. Ze kregen samen twee zonen die hun kindertijd zouden overleven, namelijk : Robert Edward Lee III and George Bolling Lee.
Na de dood van zijn moeder  in 1873 erfde Rooney de plantage van de Fitzhugh familie. De Ravensworthplantage was 2,28 km² groot en lag niet ver van Springfield in Virginia. Hij verhuisde met zijn familie naar zijn nieuw landgoed. 
In 1875 werd Rooney verkozen in de Virginia Senate en zetelde in dit bestuurlijk lichaam tot 1878. In 1887 werd hij verkozen in het Huis van afgevaardigden voor de Democraten. Hij was congreslid tot aan zijn overlijden op 18 oktober 1891. Hij stierf op zijn landgoed en werd bijgezet in de universiteitskapel van de Washington and Lee University in Lexington, Virginia waar ook zijn ouders hun laatste rustplaats hadden gevonden.

## Militaire loopbaan
- Second Lieutenant (USA): 1857
- Ontslag U.S. Army: 1859[4]
- Captain (CSA):
- Major (CSA):
- Lieutenant Colonel (CSA):
- Colonel (CSA): april 1862[4]
- Brigadier General (CSA): november 1862[7]
- Major General (CSA): 23 april 1864[4]